# Saint-Hilaire-du-Touvet
Saint-Hilaire-du-Touvet è un comune francese di 1 548 abitanti situato nel dipartimento dell'Isère della regione dell'Alvernia-Rodano-Alpi. Data la posizione sopraelevata che dà sulla vallata del Grésivaudan, il comune è un apprezzato luogo di decollo per il parapendio e deltaplano.

## Società

### Evoluzione demografica
Abitanti censiti